# Пети-Морен
Пети-Морен (фр. Petit Morin) — река в департаментах Марна, Эна и Сена и Марна регионов Гранд-Эст, О-де-Франс и Иль-де-Франс на северо-востоке Франции. Левый приток Марны бассейна Сены. Начинается у Валь-де-Маре.

## География

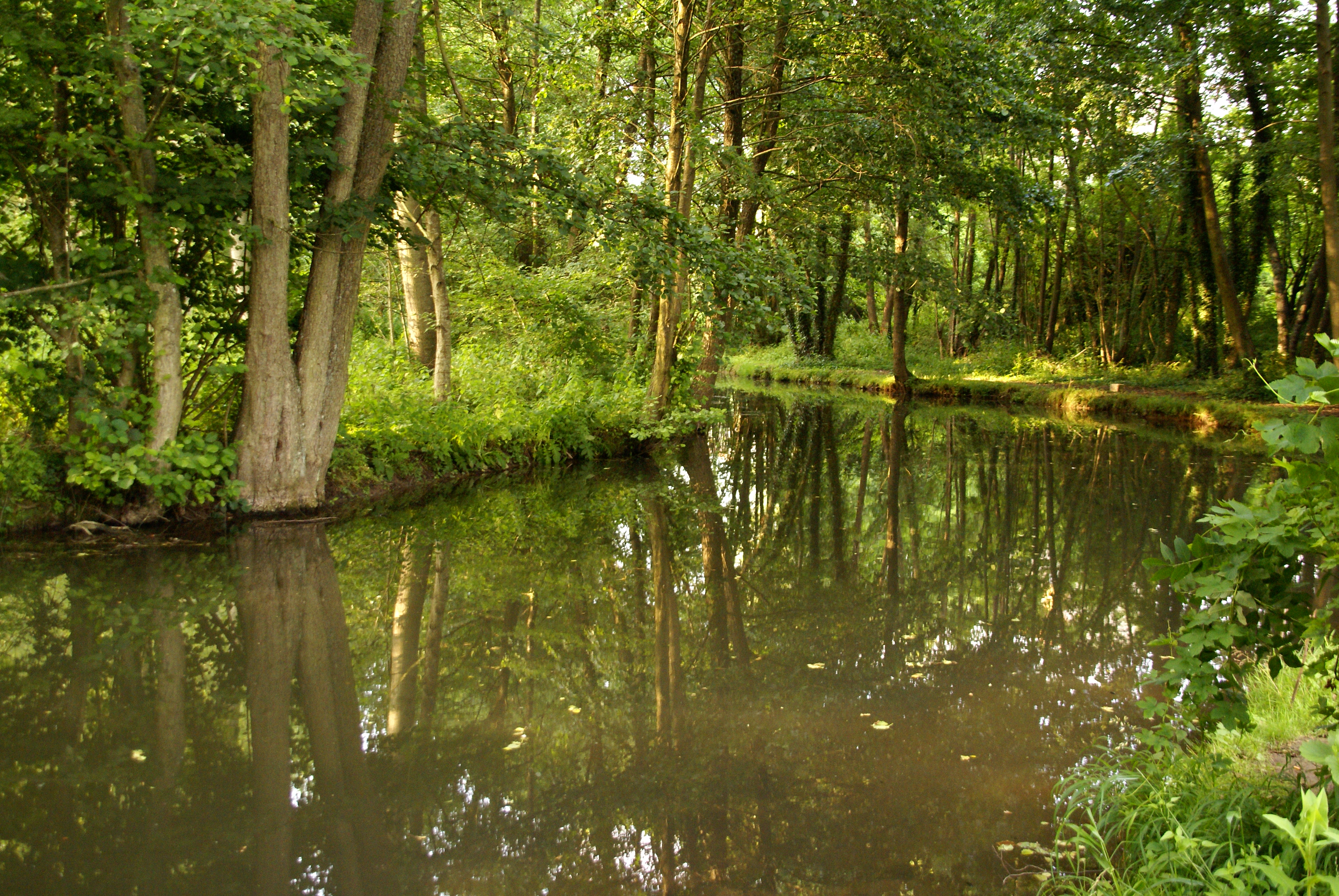
Пети-Морен в Монмирей.

Источник реки расположен в болоте Сен-Гон близ коммуны Валь-де-Маре в департаменте Марна. Протекает на запад через Монмирей, касается департамента Эна и заходит в департамент Сена и Марна, где течёт на север и на запад параллельно Гран-Морен.
Протяжённость реки — 86,3 км. Впадает в Марну близ Ля-Ферте-су-Жуарр на высоте 142 м над уровнем моря.

### Бассейн
Пети-Морен пересекает 5 гидрографических зон общей площадью 605 км².

### Пересекаемые коммуны
Вуар протекает через следующие коммуны: Ля-Ферте-су-Жуарр, Жуарр, Сен-Син-сюр-Морен, Сен-Уэн-сюр-Морен, Орли-сюр-Морен, Ля-Третуар, Буатрон, Саблоньер, Белло, Вильнёв-сюр-Белло, Вердело, Мондафен.

## Притоки
Пети-Морен имеет 11 притоков:
- ручей Кюберсоль, 10 км
- река Ара, 7 км
- ручей Омм-Блан, 6 км
- ручей Моро, 6 км
- ручей Валь, 6 км
- ручей Вине, 6 км
- ручей Сен-Мартен, 5 км
- Д’Авало, 5 км
- ручей Фондери, 4 км
- ручей Бургонь, 3 км
- ручей Буа-де-Троньи, 7 км